# Moulainville
Moulainville település Franciaországban, Meuse megyében. Lakosainak száma 138 fő (2022. január 1.). Moulainville Belrupt-en-Verdunois, Blanzée, Châtillon-sous-les-Côtes, Eix, Moranville és Verdun községekkel határos.

## Népesség
A település népességének változása:
| Lakosok száma | 111  | 117  | 110  | 112  | 124  | 123  | 124  | 127  | 128  | 138  |
|               | 1968 | 1982 | 1990 | 2006 | 2013 | 2015 | 2017 | 2019 | 2020 | 2022 |